# United States Geological Expolration of the Fortieth Parallel
United States Geological Expolration [sic] of the Fortieth Parallel (abreviado Botany (Fortieth Parallel)) es un libro con ilustraciones y descripciones botánicas que fue escrito por el botánico estadounidense, Sereno Watson. Fue publicado en el año 1871.